# Stenoleptura kannegieteri
Stenoleptura kannegieteri là một loài bọ cánh cứng trong họ Cerambycidae.